# Никифор
Ники́фор (грец. Νικηφόρος) — православне чоловіче ім'я, утворене від давньогрецьких слів νίκη, νίκα — «перемога» і φορός — «носій»[джерело?]. Дослівно — «той, хто несе перемогу». Сьогодні ім'я зустрічається рідко.
Походить від грецького nikēphoros, яке перекладається як «переможний», «переможець».
Українські народні форми — Ничипір, Нечипір, Никифір, а також розмовні та зменшувальні форми Ничипорко, Чіпка, Ничипірко.

## Відомі носії

### Никифор

#### Візантійські діячі
- Никифор — співімператор Візантійської імперії.
- Никифор — святий, константинопольський патріарх.
- Никифор I — візантійський імператор.
- Никифор II Фока — візантійський імператор.
- Никифор III Вотаніат — візантійський імператор.
- Никифор Діоген — співімператор Візантійської імперії.
- Никифор — політичний діяч Візантійської імперії.
- Никифор Фока — державний та політичний діяч Візантійської імперії.
- Никифор Фока Старший — військовий діяч Візантійської імперії.
- Никифор Василакі — політичний та військовий діяч Візантійської імперії.
- Никифор Уран — державний та військовий діяч, дипломат, військовий теоретик, письменник і поет Візантійської імперії.
- Никифор Ксіфій — політичний та військовий діяч Візантійської імперії.
- Никифор Палеолог — військовий діяч Візантійської імперії.
- Никифор Ватац — військовий діяч Візантійської імперії.
- Никифор Фока Баритрахел — політичний та військовий діяч Візантійської імперії.
- Никифор Бриєнній Старший — політичний та військовий діяч Візантійської імперії.
- Никифор Меліссен — політичний та військовий діяч Візантійської імперії.
- Никифор Комнін — державний діяч Візантійської імперії.
- Никифор Бриєнній — політичний та військовий діяч Візантійської імперії.
- Никифор Бриєнній Молодший — державний та військовий діяч, дипломат, історик Візантійської імперії.

#### Інші
- Никифор І — православний церковний діяч, митрополит Київський та всієї Руси.
- Никифор II — митрополит Київський та всієї Руси.
- Тур Никифор — києво-печерський архимандрит.
- Никифор Парасхес Кантакузен — церковний діяч.
- Никифор (Лосовський) — єпископ Української Греко-Католицької Церкви.
- Никифор Дровняк — український художник-примітивіст.
- Даниш Никифор — український галицький педагог, організатор приватного шкільництва, громадсько-політичний діяч.
- Никифор (Бажанов) — священнослужитель Російської православної церкви, духовний письменник.
- Крилов Никифор Степанович — російський художник.
- Садовський Никифор — український математик, педагог, діяч культури.
- Борисяк Никифор Дмитрович — український геолог, географ, ґрунтознавець, гідролог, професор Харківського університету.
- Авраменко Никифор Антонович — сотник армії Української Народної Республіки.
- Григор'єв Никифор Олександрович — український та радянський військовий і громадсько-політичний діяч доби Громадянської війни 1917—1921 років.
- Гірняк Никифор Йосифович — український військовий і освітній діяч, майор УСС.
- Горбанюк Никифор — військовий діяч УНР.
- Дишлевий Никифор Романович — підполковник Армії УНР.
- Никифор Бендеровський — український дипломат.
- Блаватний Никифор Іванович — український військовий і громадський діяч, драматург, журналіст.
- Скалига Никифор Пилипович — український радянський діяч, кооператор.
- Глушак Никифор Іванович — бандурист.
- Чумак Никифор Васильович — художник-кустар, бандурист.
- Ізотов Микита (Никифір) Олексійович — український шахтар, передовик, зачинатель ізотовського руху.
- Комісарик Никифор Филимонович — український радянський діяч, депутат Верховної Ради УРСР 2-го скликання.
- Алексєєв Никифор Єфремович — радянський військовий діяч, генерал-майор танкових військ.
- Шолуденко Никифор Микитович — український радянський військовий, Герой Радянського Союзу.
- Наталевич Никифор Якович — білоруський радянський державний та партійний діяч.
- Кальченко Никифор Тимофійович — український радянський партійний і державний діяч, Герой Соціалістичної Праці.
- Євтушенко Никифор Тимофійович — радянський льотчик, Герой Радянського Союзу.
- Падалка Никифор Іванович — український літературознавець, вчений-педагог.
- Щербина Никифор — український поет.
- Білоконь Никифор Григорович — український поет-гуморист.
- Шунда Никифор Миколайович — доктор педагогічних наук, професор, Заслужений працівник народної освіти України, кавалер державних і урядових нагород, ректор Вінницького державного педагогічного університету.

### Никифір
- Григоріїв Никифір Якович — громадський та політичний діяч, публіцист і педагог.
- Луценко Никифір Харитонович — український радянський управлінець і партійний діяч регіонального рівня.
- Куніцин Никифір Іванович — передовик сільського господарства Української РСР, Герой Соціалістичної Праці.

### Ничипір
- Піщаний Ничипір Федорович — український радянський діяч, депутат Верховної Ради УРСР 2-го скликання.
- Біганенко Ничипір Ілліч — радянський офіцер, Герой Радянського Союзу.

### Нечипір
- Губа Нечипір Данилович — сотник Армії УНР.

### Ничипор
- Кудрявцев Ничипор Лаврентійович — радянський військовий, Герой Радянського Союзу.

### Вигадані персонажі
- Нечипір (Чіпка) Варениченко — головний герой роману Панаса Мирного та Івана Білика «Хіба ревуть воли, як ясла повні?».